# Teudurum

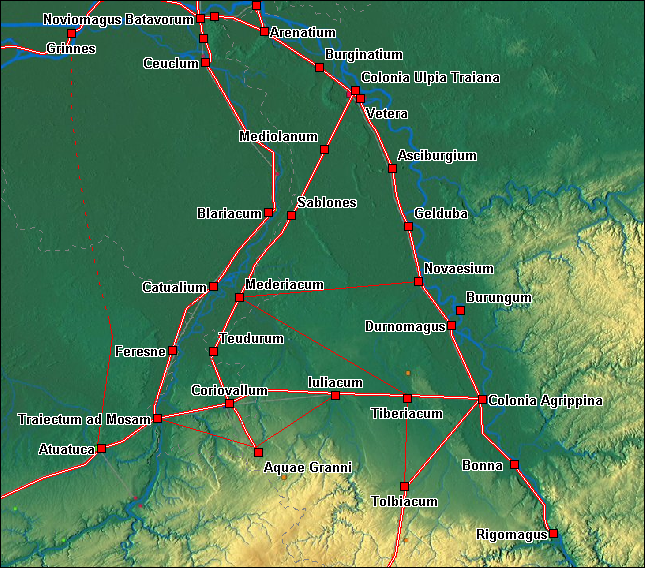
Romeinse wegen tussen Tongeren, Nijmegen en Keulen

Teudurum (bij Ptolemaeus Teuderion), het hedendaagse Tüddern, was een Romeinse nederzetting in de provincie Neder-Germanië (Germania Inferior). De statio staat vermeld in de Romeinse reisgids Itinerarium Antonini tussen Coriovallum (Heerlen) en Mederiacum (Melick) en lag aan de Romeinse heerweg van Coriovallum naar Colonia Ulpia Traiana (Xanten).